# Політ (серіал)
«Політ» — російський телесеріал в жанрі психологічного трилера, придуманий і знятий режисером Петром Тодоровським-молодшим. Виробництвом проекту займалася компанія 1-2-3 Production. Світова прем'єра серіалу відбулася 27 вересня 2020 року на міжнародному фестивалі серіалів Serial Killer в Брно, де він отримав головний приз The Best TV Series. На телеекрани «Політ» вийшов 25 січня 2021 року.

## Сюжет
Шість співробітників юридичного відділу московської будівельної компанії «БІГ» мали були відправитися у відрядження в Пермі, але переплутали аеропорт вильоту. Через деякий час вони дізналися про те, що їхній літак розбився. Дивом залишившись в живих кожен з героїв починає змінюватися буквально на очах. Зміни насторожують родичів і знайомих, змушуючи задуматися над тим, що ж насправді приховують товариші по службі.

## Актори і персонажі
У головних ролях
| Актор                 | Роль                                                            |
| --------------------- | --------------------------------------------------------------- |
| Оксана Акіньшина      | Іра Ковальова 31 рік                                            |
| Михайло Єфремов       | Ігор Олександрович Жабенко 55 років                             |
| Євгенія Добровольська | Катя                                                            |
| Микита Єфремов        | Дмитро Юрійович Бессонов 29 років, начальник юридичних відділів |
| Юлія Хлиніна          | Котик                                                           |
| Павло Табаков         | Іллюша (Ілля) Краєвський                                        |

## Виробництво і прем'єра
Вперше про серіал Петра Тодоровського-молодшого в листопаді 2018 року розповів продюсер проекту Валерій Федорович. У тому ж році пройшли зйомки пілотної серії, а знімальний процес серіалу тривав з квітня по грудень 2019 року.
Знятий в 2019 році епізод із другої серії, в якому герой Михайла Єфремова сідає за кермо автомобіля в нетверезому вигляді, випадковим чином частково повторює реальні події, які відбулися з заслуженим артистом Росії 8 червня 2020 року і його наслідки.
Прем'єрний показ серіалу в Росії розпочався 25 січня 2021 року на телеканалі ТНТ (версія 16+) і на відеосервісі Premier (версія 18+). На міжнародних кіноринках, фестивалях, конференціях серіал представляють під назвою Six Empty Seats («Шість порожніх місць»).

## Сприйняття
У вересні 2020 року серіал отримав головний приз The Best TV Series основної конкурсної програми міжнародного фестивалю серіалів Serial Killer у Брно.